# Verband Bildung und Erziehung
Der VBE – Verband Bildung und Erziehung ist als parteipolitisch unabhängiger Zusammenschluss die größte Fachgewerkschaft innerhalb des dbb deutschen beamtenbundes mit ca. 164.000 Mitgliedern. Er organisiert hauptsächlich Erzieher und Lehrer an Grund-, Haupt-, Real-, Förder- und Gesamtschulen, aber auch an sonstigen Schultypen in Deutschland.

## Ziele
Gerechtigkeit durch Bildung ist das erklärte Ziel des VBE. Mit dem Einsatz für eine Stärkung des Lehrerberufs in der Gesellschaft, einer Anerkennung der Gleichwertigkeit der Lehrämter sowie gleicher Bezahlung aller Pädagogen unabhängig von der Schulart soll dieses Ziel erreicht werden. Für die Erzieher wird eine Ausbildung an Fachhochschulen auf europäischem Niveau gefordert.

## Geschichte
Die Gründung erfolgte 1970 aus dem Verband der Katholischen Lehrerschaft Deutschlands (VKLD) heraus. Dieser hob seine konfessionelle Ausrichtung auf und nannte sich um in VBE. Der Verband sollte eine Alternative zur linken und SPD-nahen GEW sein. 1974 folge der Zusammenschluss mit dem Bayerischen Lehrer- und Lehrerinnenverband (BLLV) und dem Deutschen Lehrerbund (DLB), um eine bundesweite Vertretung von Lehrkräften zu ermöglichen. Vom Deutschen Philologenverband trennte ihn die Forderung nach gleicher Bezahlung aller Lehrämter.

## Vorstand
Die Bundesversammlung des VBE hat einen geschäftsführenden Vorstand bestehend aus 
- Gerhard Brand, Bundesvorsitzender
- Stefan Behlau und
- Tomi Neckov.[2]

Der Vorstand ist seit 2022 im Amt.

## Organisation
Weil die Schulpolitik aufgrund des Föderalismus in die Kulturhoheit der Bundesländer fällt, wird der VBE insbesondere durch seine 16 Landesverbände bei den Landesregierungen aktiv. Diese verwenden teilweise separate Eigenbezeichnungen.
- VBE Baden-Württemberg, Landesvorsitzender: Gerhard Brand
- BLLV Bayerischer Lehrer- und Lehrerinnenverband, Präsidentin: Simone Fleischmann
- VBE Berlin, Vorsitzende: Hanno Rüther
- BPV Brandenburgischer Pädagogenverband, Präsident: Hartmut Stäker
- VBE Bremen, Landesvorsitzender: Henning Wolf
- VBE Hamburg im DLH, Vorsitzender des VBE im DLH: Babette Bünger
- VBE Hessen, Landesvorsitzender: Stefan Wesselmann
- VBE Mecklenburg-Vorpommern, Landesvorsitzender: Michael Blanck
- VBE Niedersachsen, Landesvorsitzender: Franz-Josef Meyer
- VBE Nordrhein-Westfalen, Vorsitzender: Stefan Behlau
- VBE Rheinland-Pfalz, Landesvorsitzender: Lars Lamowski
- SLLV Saarländischer Lehrerinnen- und Lehrerverband, Landesvorsitzender: Dominik Schwer
- Sächsischer Lehrerverband im VBE, Landesvorsitzender: Michael Jung
- VBE Sachsen-Anhalt, Landesvorsitzender: Torsten Wahl
- VBE Schleswig-Holstein, Landesvorsitzender: Annette Jeß
- tlv thüringer lehrerverband, Landesvorsitzender: Tim Reukauf

Der Junge VBE organisiert Studierende, Lehramtsanwärter, Referendare und Junglehrkräfte.

## Internationales
Der VBE ist Gründungsmitglied der Bildungsinternationale (Education International EI), einem weltweiten Zusammenschluss von Bildungsgewerkschaften und Lehrerorganisationen.

## Veranstaltungen
Der VBE – Verband Bildung und Erziehung richtet zusammen mit drei VBE Landesverbänden, dem Verband Bildungsmedien e. V. und der Leipziger Buchmesse den Deutschen Lehrertag aus. Gemeinsam mit FLEET EDUCATION events veranstaltet der VBE den Deutschen Schulleiterkongress, den Deutschen Schulträgerkongress und den Deutschen Kitaleitungskongress.